# Paléographie musicale
Об одноимённой научной дисциплине см. статью Музыкальная палеография
Музыкальная палеография (фр. Paléographie musicale, сокращённо PM, также PalMus; подзаголовок: Les principaux ms. de chant grégorien, ambrosien, mozarabe, gallican, publiés en facsimiles phototypiques par les Bénédictins de Solesmes) — фундаментальная серия факсимильных изданий нотированных рукописей церковной монодии католиков (лат. cantus planus, фр. chant), преимущественно эпохи Средних веков.

## Краткая характеристика
Издатель серии «Музыкальная палеография» — бенедиктинское Солемское аббатство во Франции (за исключением тт. I,18–20, которые были выпущены издательством Peter Lang в Берне). Главными редакторами «Музыкальной палеографии» были монахи-бенедиктинцы: с 1888 по 1930 гг. Андре Моккеро́ (Mocquereau; 1849–1930), с 1930 по 1972 гг. — Жозеф Гайя́р (Gajard; 1885–1972); в серийных выпусках последующих лет главный редактор не обозначен. Основной массив издания составили 23 тома так называемой Первой серии; в рамках Второй серии вышло два тома. Помимо факсимильно воспроизведённых старинных рукописей в «Музыкальную палеографию» также вошли (выборочные) транскрипции cantus planus в классическую пятилинейную нотацию, а также (часто весьма обширные) статьи по литургике и нотации cantus planus, научные комментарии. Среди авторов статей — Моккеро, М.Югло, Ж.Фроже (Froger), Т.Ф.Келли (Kelly), К.Ливлянич (Livljanić) и др.
Рукописи для публикации палеографы заимствовали из различных (не только французских) кодексов монастырских и государственных библиотек Европы, среди которых швейцарские Библиотека монастыря св. Галла и библиотека Айнзидельнского аббатства, британские библиотеки Вустерского кафедрального собора и Британского музея, французские Национальная библиотека, университета Монпелье («Медицинской школы»), шартрская и ланская, итальянские Библиотека Анджелика (Рим), капитулярные Лукки и Беневента, Ватиканская (апостольская) библиотека и другие.

## Обзор содержания

### Первая серия
- I (1889): Codex 339 St. Gallen (web)
- II/III (1891, 1892): Градуал «Justus ut palma» (ок. 200 рукописей IX-XVII вв.)
- IV (1894): Codex 121 Einsiedeln. Antiphonale missarum Sancti Gregorii (X-XI вв.)
- V-VI (1896,1900): Brit. Museum, Add. 34209. Antiphonarium Ambrosianum (XII в.) web
- VII (1901): Antiphonarium tonale missarum (Codex H. 159 Montpellier, XI в.; исследование) (web)
- VIII (1905): Antiphonarium tonale missarum (Codex H. 159 Montpellier, XI в.; факсимиле) (web)
- IX (1905): Codex 601 Lucca. Antiphonaire monastique (XII в.) (web)
- X (1909): Codex 239 Laon. Antiphonale missarum Sancti Gregorii (начало X в.) (web)
- XI (1912): Codex 47 Chartres. Antiphonale missarum Sancti Gregorii (X в.)
- XII (1922): Codex F. 160 Worcester. Antiphonaire monastique (XIII в.)
- XIII (1925): Codex Lat. 903 Bibl. Nat. Paris. Градуал из Сент-Ирье (Аквитания, XI в.)
- XIV (1931), Codex lat. 10673 Bibl. Vaticana. Graduel bénéventain (XI в.)
- XV (1937-51): Codex VI.34 Benevent. Graduel de Bénévent avec prosaire et tropaire (XI-XII вв.)
- XVI (1955): Le manuscrit du Mont-Renaud (X в.)
- XVII (1958): Fragments des manuscrits de Chartres (web)
- XVIII (1969): Codex 123 de la Bibliothèque Angelica de Rome. Graduel et tropaire de Bologne (XI в.) (web)
- XIX (1974): Universitätsbibliothek Graz, ms. 807. Graduel de Klosterneuburg (XII в.) (web)
- XX (1983): Biblioteca capitolare di Benevento, Cod. 33. Missale Antiquum (X-XI вв.) (web)
- XXI (1992-93): Les Témoins manuscrits du chant bénéventain, par Thomas Forrest Kelly
- XXII (2001): Codex 21 de la bibliothèque capitulaire de Bénévent. Antiphonale monasticum (XII-XIII вв.)
- XXIII (2014): Montecassino, Archivio dell’Abbazia, ms. 542. Ed. Katarina Livljanić. Антифонарий XII в.

### Вторая серия
- I (1900): Antiphonaire du B.Hartker (Codex 390/391 St. Gallen, 980-1011)
- II (1924): Codex 359 St. Gallen. Cantatorium (X в.)
- III (1960): Hourlier J. La notation musicale des chants liturgiques latins, présentée par les moines de Solesmes. 72 p.